# Hortensiafamilie
De hortensiafamilie (Hydrangeaceae) is een familie van tweezaadlobbige planten, meest kruidachtige planten en heesters. De familie komt voor in warmere gematigde streken en enkele soorten ervan ook in de tropen. In Nederland komen twee geslachten voor die als sierstruik in cultuur zijn en soms verwilderd gedijen: boerenjasmijn (Philadelphus) en Deutzia. Veel gekweekt wordt ook de Hortensia (Hydrangea).
In het APG-systeem (1998) en APG II-systeem (2003) is de hortensiafamilie onderdeel van de orde Cornales. In het Cronquist-systeem (1981) was de familie in de orde Rosales geplaatst. Er is in de literatuur sowieso geen overeenstemming over wat er al dan niet tot deze familie hoort.